# Shirin Neshat
Shirin Neshat (en persan : شیرین نشاط), née le 26 mars 1957 à Qazvin en Iran, est une artiste vidéaste et photographe iranienne qui vit à New York. Son travail aborde la question de la dualité et des contrastes entre l’Islam et l’Occident, la féminité et la masculinité, la vie privée et la vie publique et propose des passerelles entre ces sujets.  

## Biographie
Shirin Nesrat est née en 1957 à Qazvin en Iran. Ses parents sont issus d'un milieu aisé. Son père est médecin et sa mère s'occupe du foyer. Shirin Neshat grandit dans une famille occidentalisée qui appréce la vision du choix de société du shah d'Iran.
Neshat dit au sujet de son père : « il a fantasmé l'Ouest, idéalisé l'Ouest, et a lentement rejeté ses propres valeurs ; mes parents étaient ainsi. Ce qui s'est produit, je pense, est que leur identité s'est lentement dissoute, ils l'ont échangée pour le confort. Ils ont servi leur classe. » Dans cette volonté d'occidentalisation des Neshat, elle est inscrite dans une école catholique de Téhéran. Elle y trouve l'ambiance froide et hostile en comparaison de son foyer familial. Parmi les éléments de l'occidentalisation de son père, il y a l'acceptation d'une forme de féminisme à l'occidentale. Le père de Neshat encourage sa fille « à être une personne, à prendre des risques, à apprendre, à voir le monde », et, contrairement à la pratique conventionnelle de l'époque, il envoie ses filles aussi bien que ses fils à l'université pour faire des études supérieures.
Shirin Neshat quitte l'Iran pour étudier l'art à Los Angeles à l'époque de la révolution iranienne. Un des effets des changements politiques dus à la révolution est que son père, qui était financièrement aisé, doit se retirer et partir sans avantages et avoir un maigre salaire. Après la révolution et une fois le pays restructuré en nation islamique traditionnelle, sa famille n'a plus la possibilité de maintenir le niveau de vie qui fut le sien sous le Shah.
Environ un an après la révolution, Shirin Neshat s'installe à San Francisco, dans le quartier de la baie et étudie au Dominican College. Par la suite, elle s'inscrit à l'université de Berkeley où elle obtient plusieurs diplômes : BA, MA et MFA (équivalents américains des licences et maîtrises en France dans les formations artistiques).

## Parcours artistique
Après ses études universitaires, elle part pour New York et commence à travailler pour une organisation à but non lucratif appelée Storefront Art and Architecture. Cette organisation multidisciplinaire l'expose à d'autres idées, et devient un endroit où elle acquiert des concepts qui feront partie plus tard de son œuvre. En même temps, elle crée ses premières œuvres artistiques qui seront détruites plus tard. En 1990, elle retourne en Iran. Elle fait l'expérience du fossé entre l'Iran contemporain et celui d'avant la Révolution dans lequel elle avait été élevée. Comme elle le mentionne lors d’une entrevue avec Linda Weintraub : 

« La différence entre mes souvenirs de la culture Iranienne et ce dont j’ai été témoin lors de mon retour en Iran est immense. Ce changement était à la fois effrayant et excitant ; je ne m’étais jamais rendue dans un pays aussi idéologiquement fondé. Les changements les plus notables ont principalement été reliés à l’apparence physique et au comportement public des gens. »

De cette constatation et ce choc naîtra sa première œuvre reconnue : les photos de la série The Women of Allah (Les Femmes d'Allah) présentant des portraits de femmes entièrement recouvertes de calligraphie farsi.
Après s'être consacrée à la photographie, elle utilise, à partir du milieu des années 1990, la vidéo comme support de création. Ainsi elle témoigne : « Je me suis orientée vers la réalisation d'installation vidéo, qui permettaient beaucoup plus de liberté, d'ambiguïté et de lyrisme, ce qui manquait à ma photographie. » Elle réalise alors Anchorage (1996), et propose des installations où sont projetées deux vidéos : Ombre sous le Web (1997), Turbulent (1998), Rapture (1999) et Soliloquy (1999). Son travail se rapporte aux codes sociaux, culturels et religieux des sociétés musulmanes, et à la complexité de certaines oppositions. Neshat souligne souvent ce thème en montrant deux films, sur deux écrans côte-à-côte ou se faisant face, parfaitement coordonnés, créant ainsi de violents contrastes visuels avec des oppositions telles que la lumière et l'obscurité, le noir et le blanc, l'homme et la femme. Neshat a aussi fait de courts films narratifs, plus traditionnels, comme le film Zarin.
Le travail de Shirin Neshat traite des dimensions sociales, politiques et psychologiques de la vie des femmes dans les sociétés islamiques contemporaines. Elle résiste vivement aux représentations stéréotypées de l'Islam, ses objectifs artistiques ne sont pas formellement polémiques. Plus exactement, son travail reconnaît la complexité des forces intellectuelles et religieuses formant l'identité des femmes musulmanes dans le monde.
Shirin Neshat est devenue internationalement connue en 1999, quand elle a obtenu le Lion d'or de la 18e biennale de Venise avec Turbulent, vidéo produite par Noire Gallery (Turin, Italie) et Rapture, un projet avec 250 figurants, produit par la galerie Jérôme de Noirmont ; elle avait rencontré un grand succès critique et public après son avant-première mondiale à l'Art Institute of Chicago en mai 1999. Avec Rapture Neshat a essayé pour la première fois de faire très attention à l'image, avec l'intention de créer un choc esthétique, poétique, et émotionnel.
En 2008, elle réalise des vidéos Munis et Faezeh, inspirées du roman Aql-e abi'rang,, de l'écrivaine iranienne Shahrnush Parsipur, mêlant orinisme et réalisme sur la vie des femmes de son pays.
En février 2013, elle est membre du jury présidé par le cinéaste chinois Wong Kar-wai lors de la Berlinale 2013, aux côtés notamment de l'acteur américain Tim Robbins et de la réalisatrice danoise Susanne Bier.
En septembre 2017, Shirin Neshat reçoit le prix Praemium Imperiale pour son œuvre picturale.

## Œuvres
- The Women of Allah, 1993-1997. Série photographique.
- Speechless, 1996. Série photographique.
- Turbulent, 1998. Installation vidéo et sonore avec deux écrans.
- Rapture, 1999. Installation vidéo et sonore avec deux écrans.
- Soliloquy, 1999. Installation vidéo et sonore sur deux écrans.
- Fervor, 2000. Installation vidéo et sonore sur deux écrans.
- Passage, 2001. Installation vidéo.
- Logic of the Birds, 2002. Performance multimédia.
- The Last Word, 2003. Installation vidéo.
- Mahdokht, 2004. Installation vidéo avec trois écrans.
- Zarin, 2005. Installation vidéo.
- Munis, 2008. Film vidéo.
- Faezeh, 2008. Film vidéo.
- The Fury, 2023. Installation vidéo avec réalité virtuelle

## Principales expositions individuelles
- 1996 : Contemporary Arts Center Kunsthalle de Fribourg.
- 1998 : Turbulent au Whitney Museum of American Art
- 1998 : Tate Modern de la Tate Gallery de Londres.
- 1998 : Maison européenne de la photographie à Paris.
- 1999 : Rapture à l'Art Institute de Chicago et au Kunstmuseum de Bonn.
- 2000 : Dallas Museum of Art.
- 2001 : musée d'art contemporain de Montréal.
- 2002 : château de Rivoli de Turin,
- 2003 : Contemporary Arts Museum de Houston.
- 2005 : Shirin Neshat: Women without Men and Other Works à la Neue Nationalgalerie de Berlin.

## Filmographie

### Réalisatrice
- 2009 : Women Without Men
- 2017 : Looking for Oum Kulthum[7]

### Actrice
- 2009 : Oh ! What Happy Days (Ah ! che roozhaye khoobi bood) de Homayoun Ghanizadeh : Madame Khosravi

## Distinctions
- Biennale de Venise 1999 : Lion d'or pour Turbulent
- Mostra de Venise 2009 : Lion d'argent pour Women Without Men
- 2017 : Praemium Imperiale, pour son œuvre picturale